# Jadwiga Mrozowska
Jadwiga Stanisława Mrozowska, także Toeplitz-Mrozowska, primo voto Poray-Wybranowska pseud. „Jadwiga Ruczko”, „Jadwiga Ruczkówna” (ur. 14 października 1880 w Janowicach Poduszowskich, zm. 7 lipca 1966 w Varese) – polska aktorka, tancerka i śpiewaczka teatralna, podróżniczka i pisarka.

## Życiorys
Pochodziła z ziemiańskiej rodziny. Po ukończeniu pensji w Krakowie, kontynuowała naukę w Warszawie, gdzie uczęszczała do klasy fortepianu Instytutu Muzycznego, a następnie, w 1900 roku ukończyła I kurs Klasy Dramatycznej przy Warszawskim Towarzystwie Muzycznym. Na scenie teatralnej debiutowała w tym samym roku w Chmielniku. Dzięki Kazimierzowi Przerwa-Tetmajerowi została przedstawiona Tadeuszowi Pawlikowskiemu, który zaangażował ją do Teatru Miejskiego we Lwowie, gdzie występowała w sezonie 1900/1901. Następnie przeniosła się do Krakowa, gdzie w latach 1903-1905 grała na deskach Teatru Miejskiego. Wówczas też, w 1903 roku wyszła za mąż za urzędnika sądowego, Leoncjusza Poray-Wybranowskiego (rozwód w 1906 toku).
W latach 1905–1907 występowała w Warszawie (Teatr Letni 1905, Warszawskie Teatry Rządowe 1906-1907 oraz jako członkini zespołu teatrów łódzkich podczas występów w Filharmonii Warszawskiej 1905-1906) oraz na indywidualnych występach m.in. w Wilnie, Kownie, Mińsku, Łodzi, Kaliszu, Warszawie oraz Mohylewie. W 1906 roku przebywała w Paryżu, gdzie pobierała lekcje śpiewu u Jana Reszke, natomiast w maju 1907 roku wyjechała do Włoch. Tam śpiewała początkowo w prowincjonalnych teatrach operowych, a w 1913 roku występowała w Wenecji. Do Polski przyjeżdżała na gościnne występy na przełomie 1911 i 1912 roku (Kraków, Łódź) oraz 1913 roku (Kraków, Lwów). Podczas pobytu w Krakowie w 1911 roku  wdała się w romans z Tadeuszem Boyem-Żeleńskim. Na dłużej do kraju powróciła po wybuchu I wojny światowej, kiedy to pracowała przez kilka miesięcy jako pielęgniarka w jednym z krakowskich szpitali. Powróciwszy do Włoch, w 1918 roku wyszła ponownie za maż za Józefa (Giuseppe) Toeplitza - finansistę i dyrektora Banca Commerciale Italiana. 

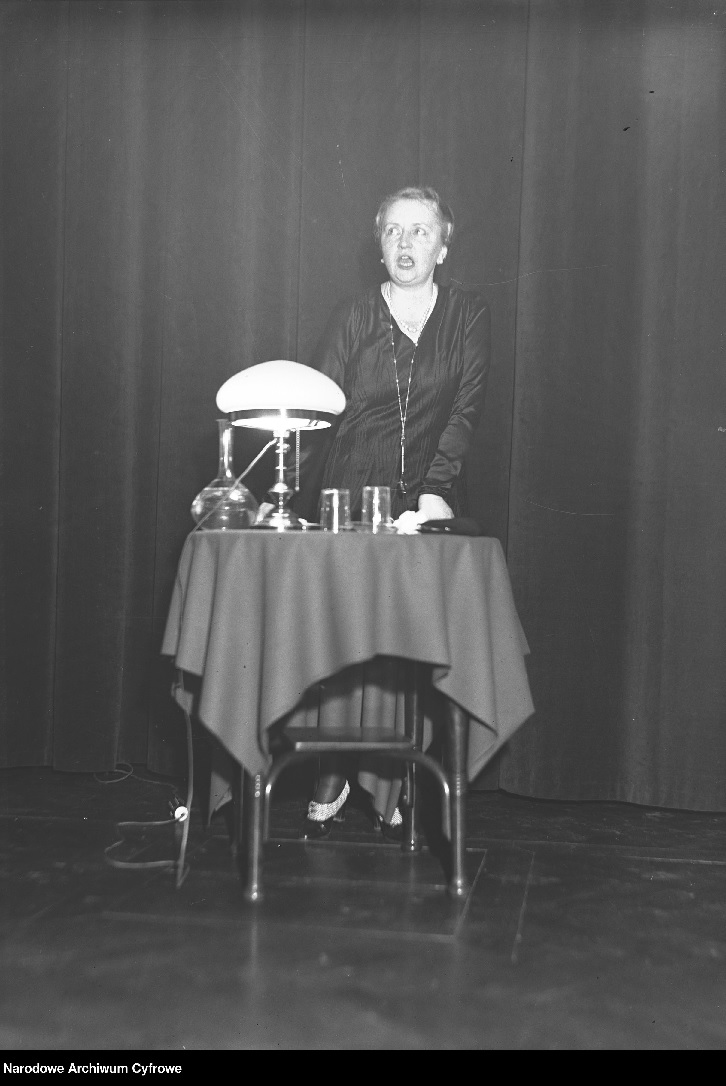
Jadwiga Toeplitz-Mrozowska podczas odczytu na temat swojej wyprawy w gmachu Towarzystwa Higienicznego w Warszawie (1931, źr. NAC)

Po zakończeniu wojny Jadwiga Mrozowska zajęła się działalnością podróżniczą. W latach 1919–1927 roku - jako Edvige Toeplitz-Mrozowska - wyjeżdżała głównie do Azji, odwiedzając m.in. południowe Indie, Cejlon i Birmę (1919), Mezopotamię oraz Persję (1923), ponownie Indie (1925) a także Kaszmir i Tybet (1927). W 1929 roku Włoskie Królewskie Towarzystwo Geograficzne (Reale Societa Geografica Italiana) powierzyło jej kierownictwo wyprawy do Pamiru, celem zbadania okolic jeziora Zurkul. Dwumiesięczna podróż (czerwiec-sierpień) odbywała się w trudnych warunkach, m.in. z uwagi na przynależność tego regionu do ZSRR, dużą wysokość (ponad 4 000 m n.p.m.) oraz pogodę. Okazała się jednak sukcesem, a Mrozowska w 1930 roku spisała relację z wyprawy i wydała ją pod tytułem La prima spedizione italiana attraverso i Pamiri (Rzym, 1930, polskie wydanie pt. Moja wyprawa na Pamiry w roku 1929 opublikowano w 1934 roku we Lwowie). Była również autorką książek podróżniczych Visioni orientali (Mediolan, 1930), Sine ira... (Mediolan, 1933) oraz powieści L'aspra ricerca. Wygłaszała również na jej temat odczyty m.in. na uniwersytetach w Rzymie i Mediolanie oraz w Belgii, Francji i na Węgrzech. W uznaniu zasług, Włoskie Towarzystwo nazwało jedną z odkrytych przełęczy imieniem Polki (Passo Edvige Toeplitz-Mrozowska), a jej samej - jako pierwszej kobiecie - przyznano złotą odznakę.
W okresie międzywojennym trzykrotnie Mrozowska odwiedziła Polskę: w 1920, 1921 oraz 1931 roku. W 1937 roku Polska Akademia Literatury przyznała jej Srebrny Wawrzyn Akademicki. W swoim domu we Włoszech prowadziła salon artystyczny, była również rzeczniczką i popularyzatorką spraw polskich.
Po zakończeniu II wojny światowej podarowała Muzeum Narodowemu w Warszawie kolekcję zabytków kultury orientalnej, pochodzących z jej wypraw. W latach 1958–1961 spisała po polsku swoje wspomnienia, które zostały wydane pod tytułem Słoneczne życie (Kraków, 1963). Ostatni raz odwiedziła Polskę w 1964 roku.